# Jacinto de Castro
Jacinto del Rosario de Castro (Santo Domingo, 15 de agosto de 1811 — Santo Domingo, 13 de novembro de 1896) foi um político da República Dominicana.
Serviu como o 1º presidente interino da República Dominicana, de 7 de setembro de 1878 até 29 de setembro do mesmo ano.